# Hieronim Ankwicz
Hieronim Ankwicz herbu Abdank (zm. ok. 1747 roku) – kasztelan zawichojski od 1740 roku, chorąży pilzneński w latach 1736–1740, chorąży stężycki w latach 1726–1736, chorąży nowogrodzki do 1726 roku.
Był elektorem Stanisława Leszczyńskiego w 1733 roku.